# Apianda
Apianda (en georgiano: აფიანდა; en abjasio: Аҧианда) es una aldea que pertenece a la parcialmente reconocida República de Abjasia, parte del distrito de Sujumi, aunque de iure pertenece al municipio de Sojumi de la República Autónoma de Abjasia de Georgia.

## Geografía
Apianda se encuentra en el lado izquierdo del río Gumista Oriental, a 13 km de Sujumi. La aldea se administra desde el pueblo de Guma.   

## Demografía
La evolución demográfica de Apianda entre 1959 y 1989 fue la siguiente:
| 19                                                  | 12 |
| (Fuente: Population of Abkhazia since Soviet times) |    |

Antes de la guerra de Abjasia, la mayoría de la población local eran georgianos.